# Manoir de Saint-Joseph
Le manoir de Saint-Joseph est un édifice situé à Guer en France.

## Localisation
Le manoir est situé sur le territoire de la commune de Guer, au lieu-dit Saint-Joseph, dans le département du Morbihan en région Bretagne.

## Description
Le manoir date du XVIIe siècle. Édifice à un étage carré. Toiture à longs pans recouverte d'ardoises, pignon couvert.

## Historique
Série de chiffres sur le linteau de la porte du logis, dont peut-être la date 1610. Dans le corps de dépendances situé au nord de la cour, vestiges de l'ancienne chapelle Saint-Joseph dont l'acte de fondation, 1609, serait conservé au presbytère de Guer.
Les vestiges du manoir sont inscrits à l'inventaire général du patrimoine culturel.